# Fiesta Nacional del Salame Quintero
La Fiesta Nacional del Salame . Está organizada por una comisión de festejos, junto a la Municipalidad de Mercedes. El programa de actividades está elaborado para los visitantes y amigos que lleguen a la ciudad a mediados de septiembre. Este incluye una recorrida para conocer la ciudad y una tarde de campo con espectáculo folklórico. Asimismo también se realiza un almuerzo donde el plato principal es el salame. Simultáneamente hay distintos espectáculos y ferias de productos artesanales de la zona. La fiesta concluye con un gran concurso y entrega de premios para el mejor salame mercedino.
Este evento anual convoca a autoridades de nivel nacional, provincial, empresarial y artístico, que dan realce al evento. Entre estos últimos han actuado: Jorge Rojas, Soledad Pastorutti, el Chaqueño Palavecino, Víctor Heredia, Roxana Carabajal, Manuel Wirtz, Teresa Parodi, Palito Ortega y Abel Pintos, entre otros.

## Historia
Durante el siglo XIX y principio del XX, arribaron a la zona inmigrantes de la península itálica e ibérica, una vez instalados en sus llamadas “quintas o chacras” introdujeron en estas tierras la artesanía culinaria del chacinado que ancestralmente fueron transmitidas de generación en generación y que por esas razones convergentes, de buena carne porcina, mezclada a la excelente carne bovina, sumando a las aguas, el clima y las especies, comenzó a desarrollarse un llamado “salame quintero” que tenía particularidades de color y sabor que se afincaron en nuestra zona, para trascender en el gusto de la gente hasta hacerse conocido el dicho que los mejores salames son los de la zona de Mercedes. A este chacinado mercedino, también se le sumó la “galleta mercedina” imprescindible para degustar un buen salame y el vino quintero artesanal. 
Es así que el salame quintero se convirtió en el pretexto para que familias o amigos se reúnan en interminables tertulias, donde los chacinados y la charla sirven para pasar un grato momento.
Así, el buen salame quintero, se fue convirtiendo a través del tiempo, en un símbolo de la artesanía gastronómica mercedina. Provocando que en el año 1975, un grupo de vecinos le hicieron llegar al Dr. Julio César Gioscio, en ese momento intendente de Mercedes, el deseo de que se realizara una fiesta del salame quintero. Se convocó a una comisión de Celebraciones Municipales, presidida por el Sr. Ulises D'Andrea, para que evaluara la posibilidad de realizar la fiesta. La idea germinó con el esfuerzo de un grupo de hombres entre los cuales se encontraban los hermanos Luis Alberto Vanin y Juan Antonio Vanin y fue entonces que bajo la Intendencia Municipal del Dr. Julio César Gioscio, se le encomendó a Ulises D'Andrea la tarea de organizar este evento, que con el tiempo se transformaría en un acontecimiento anual. De esta manera, en agosto de 1975 en el salón del Club Ateneo de la Juventud, se realizó la primera edición de la Fiesta Nacional del Salame Quintero y de a allí en más, y por la cantidad de comensales (la mayoría venía de Capital Federal y el resto de la provincia de Buenos Aires), tuvo que buscarse un lugar más amplio, como lo fue en su momento el Polideportivo Municipal. 
A partir del año 2001 se amplió a 3 días (viernes, sábado y domingo) y se realiza en el Predio del ex Instituto Martín Rodríguez (calle 2 y 7), con un gran patio de comidas, feria artesanal, exposición de productores y números artísticos de primer nivel.